# Ship Submersible Ballistic Nuclear

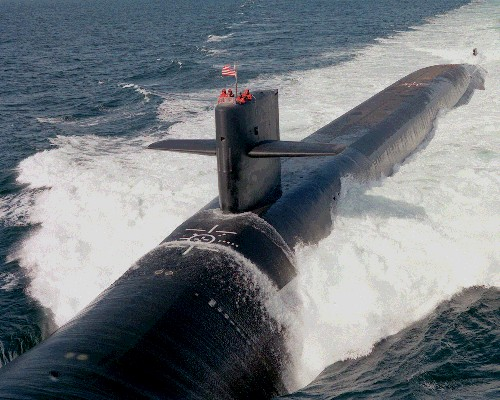
Amerykański okręt podwodny klasy SSBN USS „Alaska” typu Ohio

Ship Submersible Ballistic Nuclear (SSBN) – w systematyce NATO okręt podwodny o napędzie atomowym, przenoszący pociski balistyczne klasy SLBM, najczęściej z głowicami atomowymi. Takimi okrętami dysponują: USA, Rosja, Chiny, Indie, Francja i Wielka Brytania.
Najnowszymi okrętami tej klasy, obecnie będącymi w służbie są (stan na 2024 rok):
- amerykańskie okręty podwodne typu Ohio (14 okrętów w służbie)
- rosyjskie okręty podwodne projektu 955 "Borei" (7 okrętów w służbie z 14 planowanych)
- chińskie okręty podwodne typu 094(inne języki) (6 okrętów w służbie)
- indyjskie okręty podwodne typu Arihant (2 okręty w służbie, z 5 planowanych)
- francuskie okręty podwodne typu Triomphant (4 okręty w służbie)
- brytyjskie okręty podwodne typu Vanguard (4 okręty w służbie)

Planowane:
- amerykańskie okręty podwodne typu Columbia (docelowo ma być 12 okrętów, mają zastąpić okręty podwodne typu Ohio)
- rosyjskie okręty podwodne typu Arcturus(inne języki) (mają zastąpić okręty podwodne projektu 955 "Borei")
- chińskie okręty podwodne typu 096(inne języki) (mają zastąpić okręty podwodne typu 094)
- indyjskie okręty podwodne typu S5(inne języki) (docelowo mają być 3 okręty, mają zastąpić okręty podwodne typu Arihant)
- francuskie okręty podwodne typu SNLE 3G(inne języki) (docelowo mają być 4 okręty, mają zastąpić okręty podwodne typu Triomphant)
- brytyjskie okręty podwodne typu Dreadnought(inne języki) (docelowo mają być 4 okręty, mają zastąpić okręty podwodne typu Vanguard)